# Tafeltennis op de Olympische Zomerspelen 2004

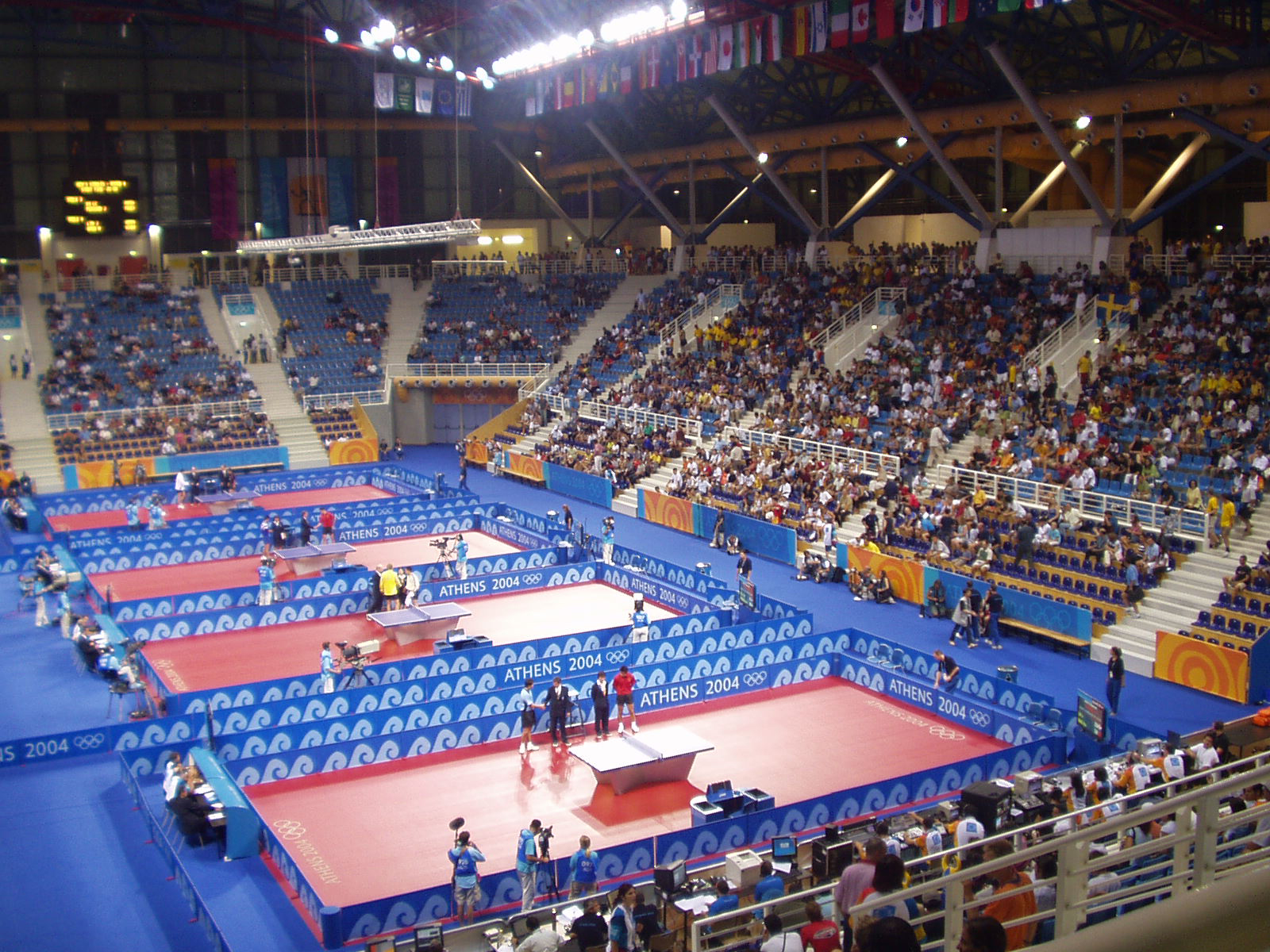

Tafeltennis is een van de sporten die beoefend werden tijdens de Olympische Zomerspelen 2004 in Athene. Namens Nederland namen zowel Trinko Keen als Danny Heister voor de derde en tevens laatste keer deel. Samen kwamen ze tot de laatste zestien in het dubbelspeltoernooi. Keen bereikte in het enkelspel de laatste 32, waar Heister bij de laatste 64 bleef steken.

## Heren

### enkelspel
| rang   | sporter          | land |
| ------ | ---------------- | ---- |
| Goud   | Ryu Seung-min    | KOR  |
| Zilver | Wang Hao         | CHN  |
| Brons  | Wang Liqin       | CHN  |
| 4      | Jan-Ove Waldner  | SWE  |
| 5      | Ko Lai Chak      | HKG  |
| 5      | Chuang Chih-yuan | TPE  |
| 5      | Leung Chu Yan    | HKG  |
| 5      | Timo Boll        | GER  |

### dubbelspel
| rang   | sporters                               | land |
| ------ | -------------------------------------- | ---- |
| Goud   | Chen Qi Ma Lin                         | CHN  |
| Zilver | Ko Lai Chak Li Ching                   | HKG  |
| Brons  | Michael Maze Finn Tugwell              | DEN  |
| 4      | Dmitri Mazoenov Aleksej Smirnov        | RUS  |
| 5      | Lucjan Błaszczyk Tomasz Krzeszewski    | POL  |
| 5      | Jörgen Persson Jan-Ove Waldner         | SWE  |
| 5      | Lee Chul-seung Ryu Seung-min           | KOR  |
| 5      | Slobodan Grujić Aleksandar Karakašević | SCG  |

## Dames

### enkelspel
| rang   | sporter       | land |
| ------ | ------------- | ---- |
| Goud   | Zhang Yining  | CHN  |
| Zilver | Kim Hyang-mi  | PRK  |
| Brons  | Kim Kyung-ah  | KOR  |
| 4      | Li Jia Wei    | SIN  |
| 5      | Tamara Boroš  | CRO  |
| 5      | Tie Yana      | HKG  |
| 5      | Zhang Xueling | SIN  |
| 5      | Wang Nan      | CHN  |

### dubbelspel
| rang   | sporters                    | land |
| ------ | --------------------------- | ---- |
| Goud   | Wang Nan Zhang Yining       | CHN  |
| Zilver | Lee Eun-sil Seok Eun-mi     | KOR  |
| Brons  | Guo Yue Niu Jianfeng        | CHN  |
| 4      | Kim Bok-rae Kim Kyung-ah    | KOR  |
| 5      | Ai Fujinuma Aya Umemura     | JPN  |
| 5      | Song Ah Sim Tie Yana        | HKG  |
| 5      | Kim Hyang-mi Kim Hyon-hui   | PRK  |
| 5      | Tamara Boroš Cornelia Vaida | CRO  |

## Medaillespiegel
| rang   | land        | goud | zilver | brons | totaal |
| ------ | ----------- | ---- | ------ | ----- | ------ |
| 1      | China       | 3    | 1      | 2     | 6      |
| 2      | Zuid-Korea  | 1    | 1      | 1     | 3      |
| 3      | Hongkong    | 0    | 1      | 0     | 1      |
| 3      | Noord-Korea | 0    | 1      | 0     | 1      |
| 5      | Denemarken  | 0    | 0      | 1     | 1      |
| totaal | totaal      | 4    | 4      | 4     | 12     |

Seoel 1988 · 
Barcelona 1992 · 
Atlanta 1996 · 
Sydney 2000 · 
Athene 2004 · 
Peking 2008 · 
Londen 2012 · 
Rio de Janeiro 2016 ·
Tokio 2020 ·
Parijs 2024 ·
Los Angeles 2028
Medaillewinnaars 
Atletiek · Badminton · Basketbal · Boksen · Boogschieten · Gewichtheffen · Gymnastiek · Handbal · Hockey · Honkbal · Judo · Kanovaren · Moderne vijfkamp · Paardensport · Roeien · Schermen · Schietsport · Schoonspringen · Softbal · Synchroonzwemmen · Taekwondo · Tafeltennis · Tennis · Triatlon · Voetbal · Volleybal · Waterpolo · Wielersport · Worstelen · Zeilen · Zwemmen